# Laphystotes
Laphystotes is een vliegengeslacht uit de familie van de roofvliegen (Asilidae).

## Soorten
- L. albicans (Engel, 1932)
- L. ariel Londt, 2004